# Fundacja „Strumień Życia”
Fundacja „Strumień Życia” – niedochodowa (non-profit) organizacja chrześcijańska o charakterze ewangelikalnym, założona w 1993 w Warszawie. Powiązana z nurtem kościołów miejscowych, ściśle współpracuje z amerykańskim wydawnictwem Living Stream Ministry.
Fundacja zajmuje się głównie działalnością wydawniczą. Jej staraniem ukazało się do tej pory ponad pięćdziesiąt pozycji książkowych, będących przekładami na język polski publikacji autorstwa dwóch chrześcijańskich kaznodziei Watchmana Nee i Witnessa Lee. Fundacja jest także wydawcą chrześcijańskiego kwartalnika Strumień.
Fundacja nagrała cykl ponad stu audycji radiowych poświęconych studiom ksiąg Biblii. Audycje te emitowało m.in. Radio CCM.
Strumień Życia organizuje także wspólnie z fundacją Rhema (Dystrybutorzy Literatury Remy) konferencje, szkolenia i seminaria biblijne.

## Ważniejsze publikacje
- W. Nee, Chwalebny kościół. 1997, s. 160. ISBN 1-57593-997-5
- tenże, Duchowy człowiek, tomy 1-3. 1998-2002, s. 776. ISBN 0-7363-0379-0 (Trzy tomy)
- tenże, Ewangelia Boża, tomy 1-2. 1999, s. 500. ISBN 0-7363-0400-2 (Dwa tomy)
- tenże, Normalna wiara chrześcijańska. 1994, s. 224. ISBN 0-87083-810-5
- tenże, Normalne chrześcijańskie życie kościoła. 1994, s. 198. ISBN 0-87083-811-3
- W. Nee, W. Lee, Nowe przymierze. 1994, s. 158. ISBN 83-902228-1-7
- W. Lee, Doświadczenie życia. 1992, s. 364. ISBN 0-7363-1841-0
- tenże, Boża nowotestamentowa ekonomia. 2001, s. 440. ISBN 0-7363-1242-0
- tenże, Wszechzawierający Chrystus. 2000, s. 196. ISBN 0-7363-0869-5
- tenże, Życio-studium Ewangelii Jana, tom 1-3. 1993-1994, s. 574. ISBN 0-7363-1665-5 (Tom pierwszy), ISBN 0-7363-1667-1 (Tom trzeci)
- tenże, Życio-studium Listu do Efezjan, tomy 1-3. 1994-1995, s. 544. ISBN 0-7363-1267-6 (Trzy tomy)
- tenże, Życio-studium Listu do Rzymian, tomy 1-4. 1994-1996, s. 684. ISBN 0-7363-1268-4 (Cztery tomy)
- tenże, Studium życia Księgi Rodzaju, tom 1-7. 2006-2008, s. 546. Tom 1 – ISBN 0-7363-3094-1, tom 2 – ISBN 0-7363-3095-X, tom 3 –ISBN 0-7363-3096-8, tom 4 – ISBN 0-7363-3097-6, tom 5 – ISBN 0-7363-3098-4, tom 6 – ISBN 0-7363-3099-2, tom 7 – ISBN 0-7363-3100-X